# Relaciones Argentina-Japón
Las relaciones Argentina-Japón se refiere a las relaciones bilaterales entre la República Argentina y el Estado de Japón que fueron establecidas desde finales del siglo XIX. Las relaciones fueron cortadas en 1944 como parte de la Segunda Guerra Mundial y restauradas en 1952. 

## Historia

### Primeros contactos
La historia de las relaciones entre Japón y Argentina inicio, en gran medida, por la Argentina como país de inmigración. Los primeros japoneses conocidos a emigrar a la Argentina llegaron en barco en 1886 como Kinzo Makino, el primer inmigrante japonés recibido en la Argentina. Entre otros japoneses que fueron a inmigrar en Argentina fue el profesor experto en agricultura, Seizo Itoh. Que vino Argentina en 1910 y trabajó para mejorar el nivel de agricultura en el país.
El Imperio de Japón y la República Argentina establecieron relaciones formales con el «Tratado de Amistad, Comercio y Navegación entre la República Argentina y el Imperio de Japón», firmado el 3 de febrero de 1898. (en vigor desde el 8 de septiembre de 1901 y  extinguido el 25 de septiembre de 1967) Después de la conclusión del acuerdo, Las relaciones comerciales regulares por mar comenzaron en 1899. El 18 de enero de 1901, cuando era canciller Luis María Drago, ambos países establecieron sus relaciones diplomáticas. En 1902, Japón nombró un representante en Buenos Aires y en 1903 la Argentina abrió un consulado en Tokio.
Sin embargo, antes de 1941, el aspecto principal de las relaciones entre Argentina y Japón era la inmigración, la mayoría de trabajadores agrícolas. En la actualidad hay unas 10.000 personas de ascendencia japonesa que viven en Argentina.

### Guerra ruso-japonesa

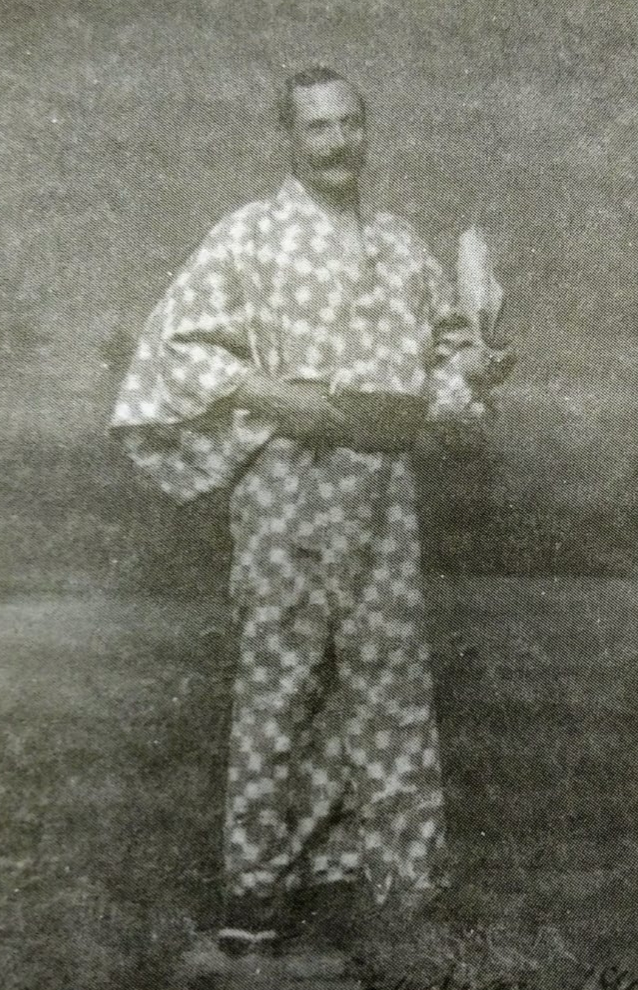
Manuel Domecq García vistiendo un kimono en su visita a Japón

Para finales del siglo XIX Japón y el Imperio ruso habían tenido una escalada de tensiones por el dominio sobre Manchuria y la península de Corea. Ambas potencias necesitaban de ambas regiones, no sólo por el espíritu imperialista que reinaba en la época, sino porque su país no podía brindarles las materias primas ni los territorios que su excesiva población exigía. Mientras que Argentina y Chile estaban pasando por una carrera armamentista naval entre ambos países desde 1870. Argentina encargo hacer los acorazados  «Rivadavia» y «Moreno» a los Astilleros Ansaldo, en Génova, Italia. Los acorazados tenían características sobresalientes de la clase Giuseppe Garibaldi.
Japón venía mejorando su ejército y armada desde 1895 y estaba en busca de nuevos buques de guerra para hacer confrontación a la Armada Rusa y el 28 de mayo de 1902, Argentina y Chile firman el Tratado de Equivalencia Naval, Paz y Amistad denominado también como Pactos de Mayo, lo que obligaba a la Argentina a vender los acorazados Rivadavia y Moreno. Japón al enteraste de que los barcos estaban a la venta decidió intentar la compra de los acorazados argentinos y en diciembre de 1903 enviaba a Kumaichi Horiguchi a entrevistarse con el gobierno argentino. El encargado de negocios japonés en Río de Janeiro se presentó en la madrugada del 24 de diciembre, en la casa del Luis María Drago, con la propuesta de su nación y de misma manera se presentó el 25 con el presidente argentino, Julio Argentino Roca y el Ministro de Marina, Onofre Betbeder. 
El 30 de diciembre se formalizaba, en Londres, la venta al contado de los cruceros acorazados argentinos Moreno y Rivadavia por 1.500.000 libras esterlinas (20.000 libras menos que el precio pactado originalmente para la entrega de los buques) Antes de que terminara el año los buques argentinos pasaban a formar parte de la flota japonesa renombrados como «Nisshin» y «Kasuga» quienes fueron de gran ayuda en la batalla de Tsushima. En agradecimiento, el gobierno japonés invitó al entonces capitán de navío Manuel Domecq García como observador de aquellas batallas a bordo de uno de los buques de apoyo que, se sabía, no entraría en combate.

### Segunda Guerra Mundial
Las relaciones diplomáticas entre Japón y Argentina se elevaron a la Embajada en 1940, y al año siguiente Rodolfo Morena fue nombrado el primer embajador argentino en Japón, mientras que Akira Tomii se convirtió en el primer embajador japonés en Argentina.
Tras dos años del inicio de la Segunda Guerra Mundial, Reino Unido temía que el Imperio de Japón lanzara una expedición militar hacia las Islas Malvinas para recuperarlas y cedérselas a Argentina para desde ahí atacar líneas de abastecimiento marítimo cruciales en el Atlántico sur según una nota publicada en el Daily Telegraph, de la pluma de Julian Ryall desde Tokio. Churchill se dio cuenta de la importancia estratégica de las Malvinas para el esfuerzo bélico británico, luego del ataque a Pearl Harbor el 8 de diciembre de 1941. Especulando con el deseo de Argentina de recuperar las Malvinas, el embajador japonés en Buenos Aires había prometido al gobierno que Japón «se encargaría de que las Islas fueran devueltas a Argentina», según documentos en los archivos de Esmond Ovey, el embajador británico de aquella época.
Y en un mensaje a jerarcas de la defensa en Londres, de fecha primero de abril de 1942, Winston Churchill sostuvo que:

Sería algo muy serio que perdiéramos las Islas Falkland (Malvinas) a manos de los japoneses y no es de placer tampoco afirmar que el tema sería más serio para los Estados Unidos que para nosotros
Las Islas Falkland  (Malvinas) son muy conocidas y su pérdida sería un golpe muy duro para todo el imperio. Por cierto que tendrían que ser retomadas.
Winston Churchill, 1 de abril de 1942

La solicitud de ayuda de Canadá fue rechazada, en tanto Estados Unidos ignoró las sugerencias de que sería en el mejor interés de Washington de mantener una guarnición en las Malvinas. Precisamente para asegurarse de que una operación combinada de desembarco fuera necesaria para recuperar las Malvinas (algo para lo cual el Reino Unido estaba mal preparado en 1942), el gobierno británico envió 1 700 hombres del Batallón 11.º del Regimiento de West Yorkshire para las islas.
Sin embargo la amenaza japonesa a las Malvinas nunca se materializó y para fines de 1944, las tropas en las Islas habían sido enviadas a distintos teatros del conflicto de la Segunda Guerra Mundial. Pero a pesar de ello el gobierno del Reino Unido convencido del valor estratégico, en 1944 desde las propias islas organizó la Operación Tabarin para asegurarse bases británicas en la Antártida, temiendo otra vez la posibilidad de avances de Japón y/o Alemania como en la batalla de las Malvinas ocurrida en la Primera Guerra Mundial.
Las relaciones fueron cortadas por presión de los aliados en 1944, y el 27 de marzo de 1945 mediante el decreto n.º 6945/45, Argentina le declaró la guerra al Imperio del Japón y a Alemania. El gobierno argentino entró en la Segunda Guerra Mundial por el lado aliado pero no se tiene registro de algún ataque por parte de Argentina. Con posterioridad a la firma del Tratado de San Francisco de septiembre de 1951, se reanudaron las relaciones diplomáticas. Inmediatamente después el gobierno argentino envía el barco Río Iguazú con alimentos y otras ayudas para Japón.

### Guerra de las Malvinas
Después de la Operación Rosario del 2 de abril de 1982, que fue la recuperación de las Malvinas por parte de Argentina, se voto la Resolución 502 en el Consejo de Seguridad de las Naciones Unidas, Japón apoyó la Resolución 502. El embajador Masahiro Nisibori, en la reunión del Consejo de Seguridad del día 3 de abril expresó: 

Como es bien sabido, mi Gobierno considera que el principio de la no utilización de la fuerza es fundamental en su diplomacia. La Constitución del Japón ha renunciado para siempre a la amenaza o la utilización de la fuerza como medio de resolver las controversias internacionales [...] La acción militar llevada a cabo por la Argentina constituye una clara violación de este principio.
Masahiro Nisibori, 3 de abril de 1982

Sin embargo, el primer ministro japonés, Zenko Suzuki, le envió una nota personal a Margaret Thatcher (Primera ministra del Reino Unido), en respuesta a su solicitud de aplicar sanciones económicas a Argentina. En esta le expresó claramente que la legislación japonesa no le permitía aplicar sanciones económicas a países amigos con los que tenían convenios bilaterales, por lo tanto, su gobierno se iba a ajustar en sus decisiones de tipo económico, a los convenios y acuerdos contraídos con anterioridad, salvo que las Naciones Unidas u otros organismos como el GATT dictaran resoluciones relacionadas con el conflicto a seguir por sus miembros.

## Desarrollos modernos

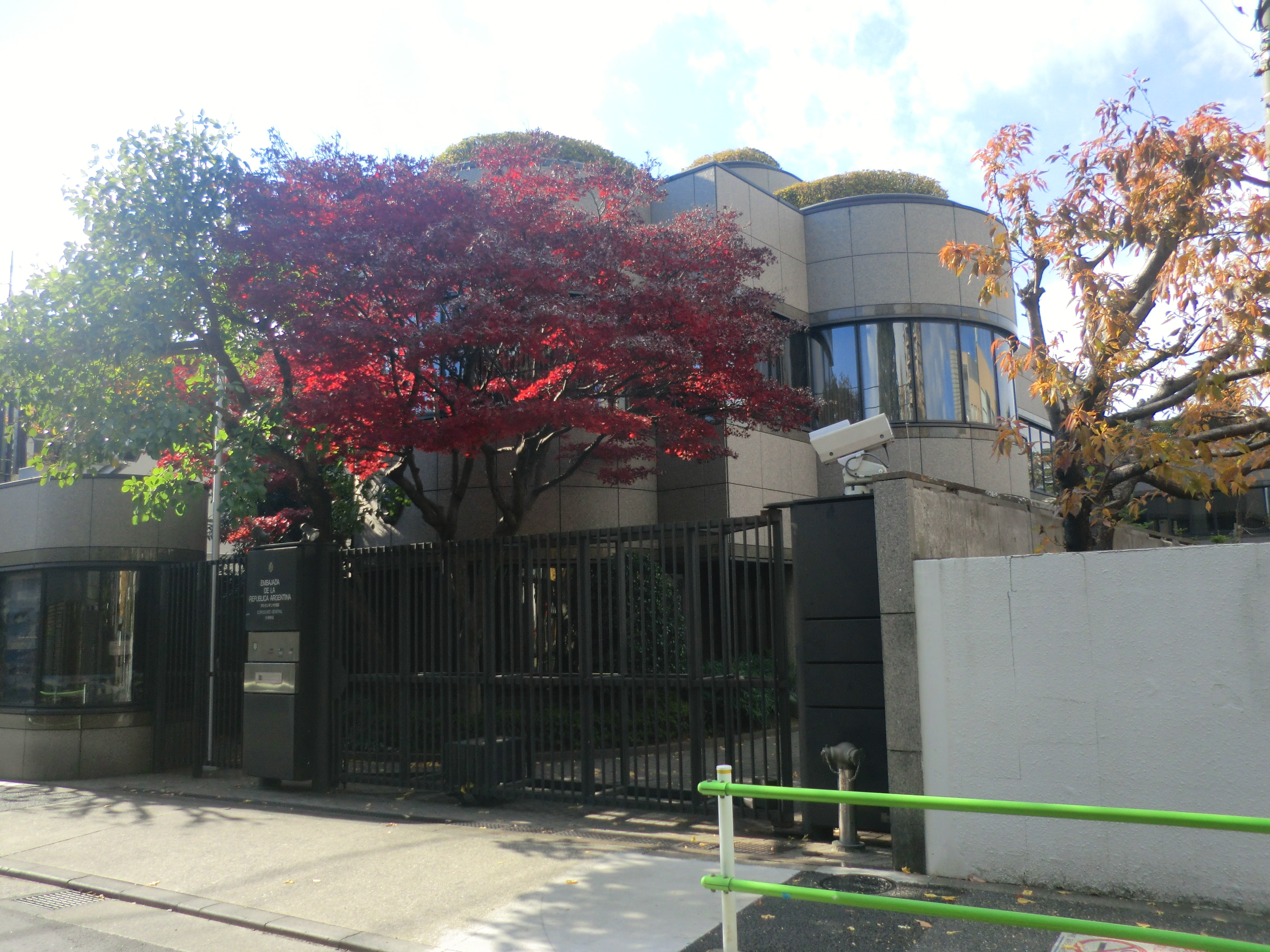
Embajada de Argentina en Japón.

Las relaciones diplomáticas fueron restauradas con la firma del Tratado de Paz de San Francisco en 1952. El presidente argentino, Arturo Frondizi, visitó Japón en 1960, y posteriormente el comercio bilateral, y la inversión japonesa en Argentina ha aumentado en importancia. Las importaciones japonesas fueron principalmente alimentos y materias primas, mientras que las exportaciones fueron principalmente maquinaria y productos terminados. Además, se concluyeron acuerdos de cooperación en diversos aspectos. En 1963, los dos gobiernos concluyeron un acuerdo sobre inmigración, en 1967 un tratado de amistad, comercio y navegación y en 1981 acuerdos sobre cooperación técnica e intercambio cultural.
- Argentina: mantiene una embajada en Tokio.
- Japón: mantiene una embajada en Buenos Aires.

## Visitas de alto nivel

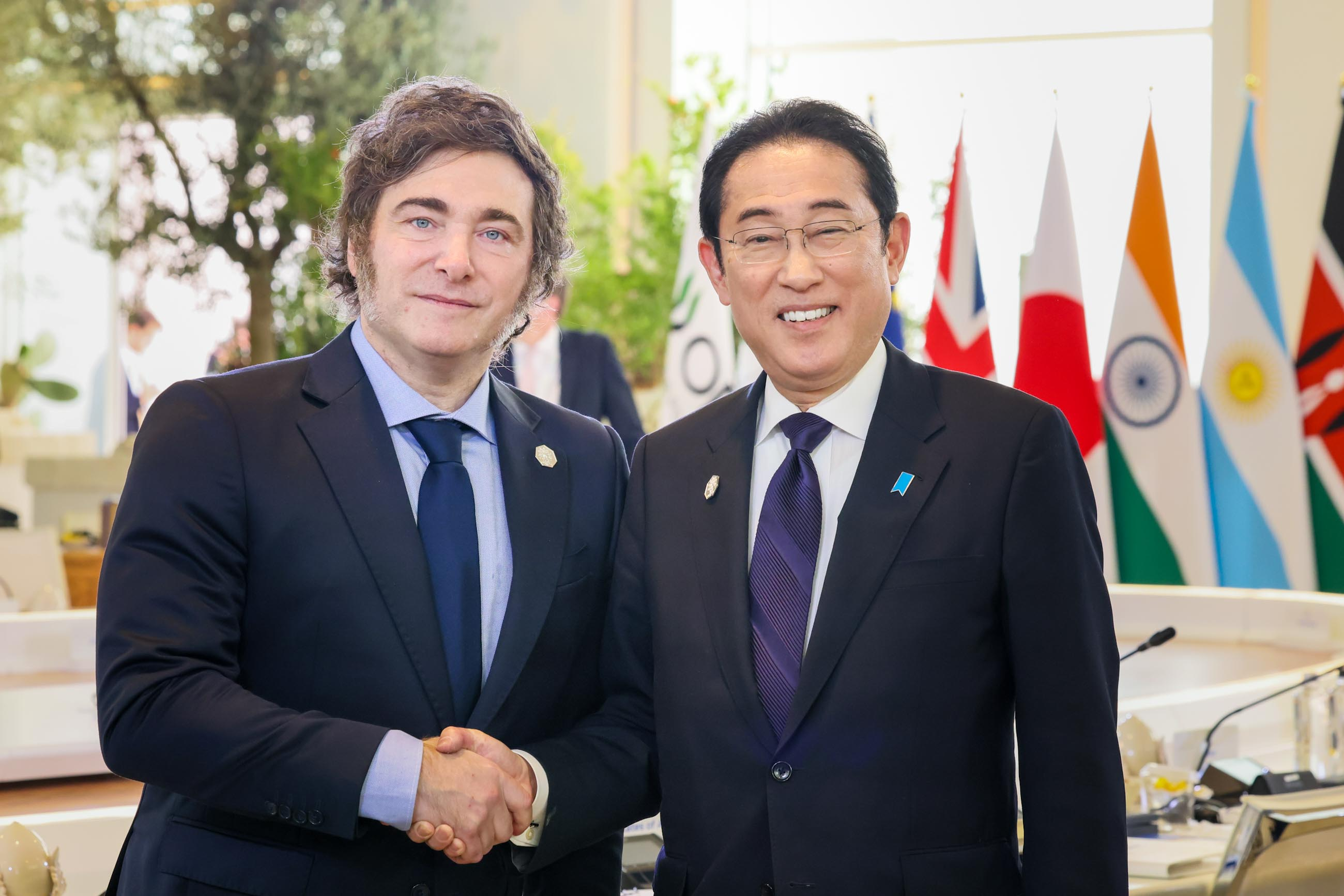
El primer ministro japonés Fumio Kishida y el presidente argentino Javier Milei en la 50.ª cumbre del G7.

Miembros de la Familia Imperial de Japón han visitado Argentina en varias ocasiones, incluyendo Príncipe Takamado y Princesa Takamado en 1991, Emperador Akihito y Emperatriz Michiko en 1997 y Príncipe Akishino en 1998. El presidente argentino, Raúl Alfonsín, visitó Japón en 1986, al igual que el presidente Carlos Menem en 1990, 1993 y 1998.

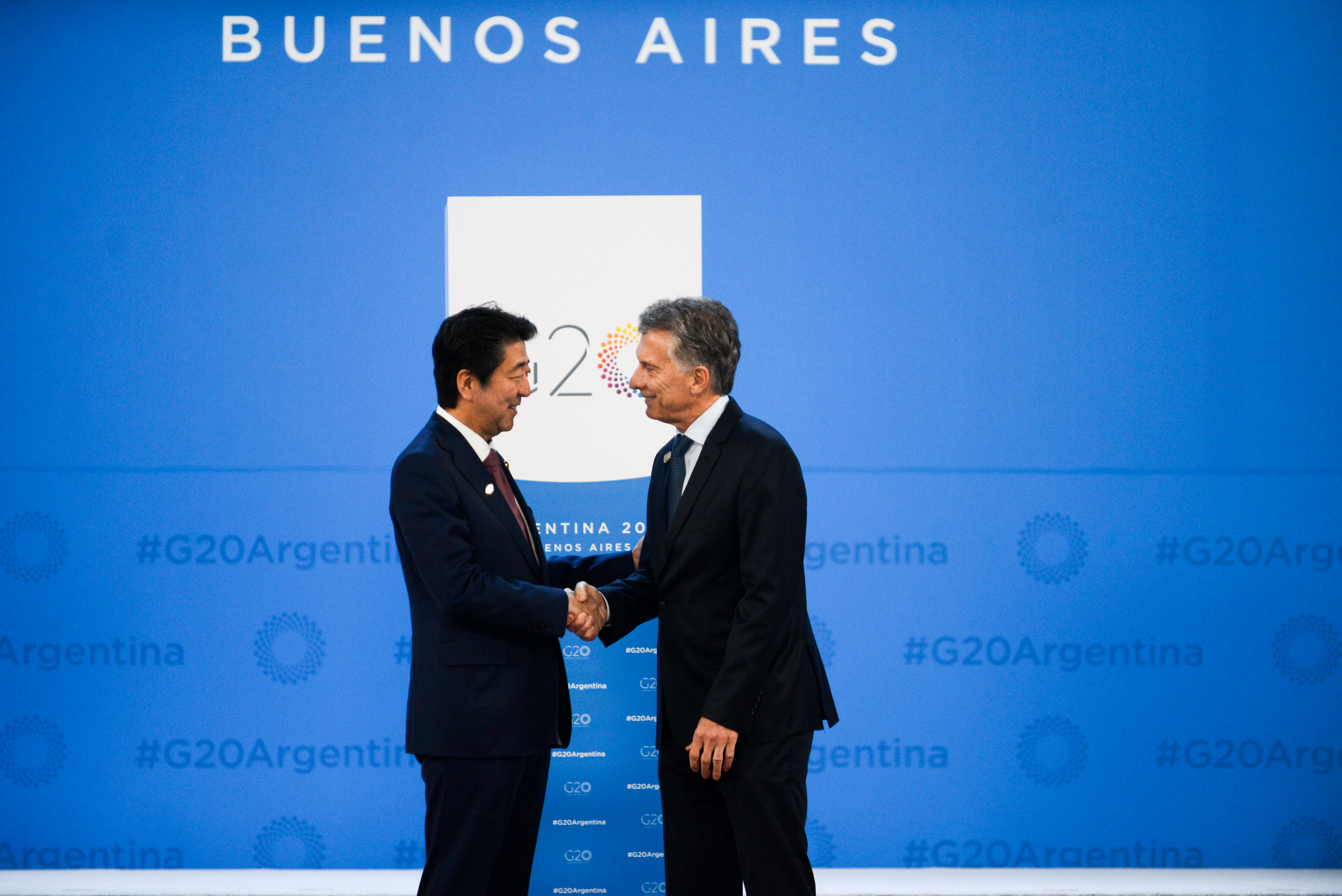
El primer ministro japonés Shinzō Abe y el presidente argentino Mauricio Macri en la Cumbre del G-20 en Argentina

En noviembre de 2016, el primer ministro del Japón, Shinzō Abe, realizó una visita de Estado a Buenos Aires y tuvo una reunión con el presidente de Argentina, Mauricio Macri. La última visita del primer ministro japonés fue por su abuelo, Nobusuke Kishi, en 1959.